# Znameanka, Prîlukî
Znameanka (în ucraineană Знам'янка) este localitatea de reședință a comunei Znameanka din raionul Prîlukî, regiunea Cernihiv, Ucraina.

## Demografie
Componența lingvistică a localității Znameanka
     Ucraineană (96,85%)
     Rusă (3,15%)
Conform recensământului din 2001, majoritatea populației localității Znameanka era vorbitoare de ucraineană (96,85%), existând în minoritate și vorbitori de rusă (3,15%).